# Trafoia trinitatis
Trafoia trinitatis là một loài ruồi trong họ Tachinidae.